# Estação Ibiapina
A Estação Ibiapina é uma parada do BRT TransCarioca localizada no bairro de Penha, no município do Rio de Janeiro.